# Paso Guesalaga
Paso Guesalaga är ett bergspass i Antarktis. Det ligger i Sydshetlandsöarna. Argentina, Chile och Storbritannien gör anspråk på området.
Terrängen runt Guesalaga är varierad. Trakten är obefolkad. Det finns inga samhällen i närheten.